# سرو مک‌نب
سرو مک‌نب (نام علمی: Cupressus macnabiana) نام یک گونه از سرده سرو است.